# القوزاق (رواية)
القوزاق (بالروسية: Казаки)‏، هي رواية قصيرة للكاتب ليو تولستوي، نُشرت في المجلة الأدبية الشعبية الرسول الروسي في عام 1863. حملت الرواية عنوان الرجولة المبكرة في بادئ الأمر. أثنى كلّ من إيفان تورغينيف والكاتب الروسي الحائز على جائزة نوبل إيفان بونين على هذا العمل، إذ وصفه تورغينيف بأنّه عمله المفضّل لتولستوي. تعهّد تولستوي بإعادة كتابة القوزاق بشكل كامل، وذلك بعد إعادته قراءة الإلياذة في أغسطس من عام 1857. أُجبر تولستوي على إنهاء الرواية كي يستطيع سداد ديونه بعد خسارته الفادحة في القمار في فبراير من عام 1862. نُشرت الرواية في عام 1863، وهو العام الذي وُلد فيه أول أطفال تولستوي.

## لمحة
تُعتبر رواية القوزاق بمثابة سيرة ذاتية إلى حدّ ما، إذ استند فيها تولستوي إلى تجاربه في القوقاز خلال المراحل الأخيرة من حرب القوقاز. عاش تولستوي شبابًا طائشًا، إذ انخرط في العديد من الشراكات الفاسقة وأدمن على الكحول ولعب القمار؛ يرى الكثيرون ماضي تولستوي بصفته مصدر إلهام له في تكوينه لشخصية بطل الرواية أولينين.
يلتحق الرجل النبيل ديمتري أندريش أولينين بالجيش بصفته طالبًا عسكريًا؛ آملًا الهروب من سطحية حياته اليومية، وذلك بعد تحرره من وهم حياته الثرية في المجتمع الروسي. يسعى أولينين بسذاجة إلى العثور على الصفاء بين شعب القوقاز «البسيط» خلال مسعاه لإيجاد «الكمال». يصادق أولينين رجلًا عجوزًا في محاولة منه للتكيّف مع ثقافتهم المحلّية. يشربون النبيذ ويشتمون ويصطادون طيور الدراج والخنازير في تقاليد القوزاق، لذا يغيّر أولينين أسلوب لباسه ليتوافق مع تقاليدهم. ينسى أولينين نفسه ويقع في حبّ ماريانكا الشابة، على الرغم من أنّها مخطوبة للوكاشكا. يتعلّم أولينين دروسًا حول حياته الداخلية الخاصة، وفلسفته الأخلاقية، وطبيعة الواقع خلال قضائه لحياته بصفته واحدًا من القوزاق. يدرك أولينين أيضًا تعقيدات علم النفس البشري والطبيعة.

## خلاصة الحبكة
يغادر الشاب المثالي ديمتري أندريش أولينين موسكو، آملًا ببدء حياة جديدة في القوقاز. يُفتن أولينين شيئًا فشيئًا بمحيطه في الستينيتسا محتقرًا حياته السابقة. يصادق القوزاقي المسن إروشكا، إذ يذهبان سويًّا للصيد ويعتبره صديقًا جيدًا بسبب نزعته لشرب الكحول. خلال هذا الوقت، يقتل الشاب القوزاقي لوكا أحد الشيشان الذي يحاول عبور النهر باتجاه القرية لاستكشاف مواقع القوزاق، وبذلك يحظى بمقدار كبير من الاحترام. يقع أولينين في حبّ الخادمة ماريانكا، التي تتزوّج لوكا في نهاية المطاف. يحاول أولينين الوقوف في وجه مشاعره، ويقتنع في نهاية المطاف بأنّه يحبّ كلًا من لوكا وماريانكا نظرًا لبساطتهما؛ لكنّه يقرّر بأنّه لا يمكن للرجل الذي يقدّم الكثير للآخرين باستمرار أن يجد السعادة دون أن يفكّر في إرضاء ذاته.
يقدّم أولينين حصانًا إضافيًا للوكا كهدية، لكنّ لوكا يقبل بالهدية على مضض غير واثق بدوافع أولينين. ومع مرور الوقت، يتمكّن أولينين من كسب احترام القرويين المحليين، لكن يظهر رجل روسي آخر يُدعى بيلتسكي فجأةً مفسدٌ مُثل أولينين من خلال أساليبه المتأثّرة بموسكو؛ إذ يسعى لإقناعه بمحاولة كسب حبّ ماريانكا. يحاول أولينين التقرّب منها عدّة مرات، لكنّ لوكا يسمع عن هذه المحاولات من القرويين ويقرر عدم دعوته لحفل خطوبتهما. يقضي أولينين الليلة برفقة إيروشكا، لكنّه سرعان ما يقرر أنّه لن يتخلّى عن ماريانكا وسيحاول كسب قلبها مجدّدًا. وفي نهاية المطاف، يطلب أولينين من ماريانكا الزواج منه في لحظة عاطفية، فتخبره بأنّها ستعطيه إجابتها قريبًا.
يصاب لوكا بجروح خطيرة بعد ذهابه برفقة مجموعة من القوزاق لمواجهة مجموعة من الشيشان الذين يحاولون مهاجمة القرية، بما في ذلك شقيق الرجل الذي قُتل سابقًا. يخسر الشيشان بعد استخدام القوزاق عربةً لسدّ رصاصاتهم، لكنّ شقيق القتيل الشيشاني ينجح في إطلاقه النار على لوكا ويصيبه في بطنه برصاصة قريبة. يشرف لوكا على الموت ويساعده أهالي القرية على الشفاء، فيتقرّب أولينين من ماريانكا طالبًا منها الزواج منه، لكنّها ترفض بغضب. يدرك أولينين أنّ «انطباعه الأول بعدم قدرته على الوصول إلى هذه المرأة صحيح تمامًا». يطلب أولينين من قائد سرّيته السماح له بالمغادرة والانضمام إلى الأركان. يودّع أولينين إيروشكا وماريانكا يرى أولينين أنّ أيروشكا قد نسيه بالفعل وعاد إلى حياته الطبيعة بعد إلقائه نظرةً إلى الخلف خلال مغادرته.